# بيت جمعان (بني مطر)

تعديل مصدري - تعديل

لدان هي إحدى قرى عزلة شهاب الأعلى بمديرية بني مطر التابعة لمحافظة صنعاء، بلغ تعداد سكانها 467 نسمة حسب تعداد اليمن لعام 2004.